# Куффур, Самуэль
Самуэль Осей Куффур (Самюэль Озай Куффур, англ. Samuel Osei Kuffour; родился 3 сентября 1976 года в Кумаси) — ганский футболист, защитник.

## Карьера

### Клубная
Наиболее известен по выступлениям за мюнхенскую «Баварию», цвета которой защищал 11 лет. В «Аякс» перешёл в январе 2008 года из итальянской «Ромы», подписав с амстердамцами контракт на 6 месяцев с возможностью продления на 2 года. В сентябре 2008 года принял решение завершить спортивную карьеру, однако затем передумал, и продолжил выступления в ганском клубе «Асанте Котоко».

### В сборной
С 1993 по 2006 годы провёл 59 матчей и забил 3 гола за национальную сборную Ганы. Участник Чемпионата мира 2006 года (1 матч).
Бронзовый призёр Олимпийских игр в Барселоне. По официальным данным на тот момент Куффуру было 15 лет. Таким образом Куффур является самым молодым в истории призёром Олимпиады по футболу.

## Достижения
«Бавария»
- Чемпион Германии (6): 1996/97, 1998/99, 1999/00, 2000/01, 2002/03, 2004/05
- Обладатель Кубка Германии (4): 1997/98, 1999/00, 2002/03, 2004/05
- Обладатель Кубка немецкой лиги (4): 1996/97, 1997/98, 1999/00, 2003/04
- Обладатель Кубка УЕФА: 1995/96
- Победитель Лиги Чемпионов УЕФА: 2000/01
- Обладатель Межконтинентального кубка: 2001

Личные
- Футболист года в Гане (3): 1998, 1999, 2001
- Африканский футболист года по версии Би-би-си: 2001